# Куп победника купова у фудбалу 1968/69.
Куп победника купова 1968/1969. је било девето издање клупског фудбалског такмичења које је организовала УЕФА.
Такмичење је трајало од септембра 1968. до 21. маја 1969. године. Слован Братислава је у финалу био успешнији од Барселоне и освојио први трофеј Купа победника купова. Финална утакмица одиграна је на стадиону Стадион Сент Јакоб у Базелу. Најбољи стрелац такмичења био је нападач Келна Карл Хајнц Рил са 6 постигнутих голова.

## Резултати

### Први круг
| Меч | Клуб               | Држава        | укупан рез.   | Држава          | Клуб                | 1. утак. | 2. утак. |
| --- | ------------------ | ------------- | ------------- | --------------- | ------------------- | -------- | -------- |
| 1   | Данфермлин Атлетик | Шкотска       | 12:1          | Кипар           | АПОЕЛ               | 10:1     | 2:0      |
| 2   | Олимпијакос        | Грчка         | 4:0           | Исланд          | Рејкјавик           | 2:0      | 2:0      |
| 3   | Динамо Букурешт    | Румунија      | –1            | Мађарска        | Ђер                 | 5:0      | 4:0      |
| 4   | Клуб Бриж          | Белгија       | 3:3 ( п.г.г.) | Енглеска        | Вест Бромвич албион | 3:1      | 0:2      |
| 5   | Партизани          | Албанија      | 2:3           | Италија         | Торино              | 1:0      | 1:3      |
| 6   | Кардиф Сити        | Велс          | 3:4           | Португалија     | Порто               | 2:2      | 1:2      |
| 7   | Слован Братислава  | Чехословачка  | 3:2           | СФРЈ            | Бор                 | 3:0      | 0:2      |
| 8   | АДО Ден Хаг        | Холандија     | 6:1           | Аустрија        | ГАК                 | 4:1      | 2:0      |
| 9   | Бордо              | Француска     | 2:4           | Западна Немачка | Келн                | 2:1      | 0:3      |
| 10  | Рандерс            | Данска        | 3:1           | Ирска           | Шамрок роверси      | 1:0      | 2:1      |
| 11  | Румеланж           | Луксембург    | 2:2 ( п.г.г.) | Малта           | Слијема вондерерси  | 2:1      | 0:1      |
| 12  | Лугано             | Швајцарска    | 0:4           | Шпанија         | Барселона           | 0:1      | 0:3      |
| 13  | Алтај              | Турска        | 4:5           | Норвешка        | Лин Осло            | 3:1      | 1:4      |
| 14  | Крусејдерс         | Северна Ирска | 3:6           | Шведска         | Норћепинг           | 2:2      | 1:4      |

Напомене:
- 1 Утакмице: Динамо Букурешт - Ђер, Спартак Софија – Горњик Забже, Динамо Москва – Унион Берлин су отказане због протеста клубова након одлуке УЕФА-е да одвоје клубове из источне и западне Европе због проблема у Чехословачкој.

### Други круг
| Меч | Клуб               | Држава      | укупан рез. | Држава          | Клуб                | 1. утак. | 2. утак. |
| --- | ------------------ | ----------- | ----------- | --------------- | ------------------- | -------- | -------- |
| 1   | Данфермлин Атлетик | Белгија     | 4:3         | Грчка           | Олимпијакос         | 4:0      | 0:3      |
| 2   | Динамо Букурешт    | Румунија    | 1:5         | Енглеска        | Вест Бромвич албион | 1:1      | 0:4      |
| 3   | Торино             | Италија     | слободан    |                 |                     |          |          |
| 4   | Порто              | Португалија | 1:4         | Чехословачка    | Слован Братислава   | 1:0      | 0:4      |
| 5   | АДО Ден Хаг        | Холандија   | 0:4         | Западна Немачка | Келн                | 0:1      | 0:3      |
| 6   | Рандерс            | Данска      | 8:0         | Малта           | Слијема вондерерси  | 6:0      | 2:0      |
| 7   | Барселона          | Шпанија     | слободна    |                 |                     |          |          |
| 8   | Лин Осло           | Норвешка    | 4:3         | Шведска         | Норћепинг           | 2:0      | 2:3      |

### Четвртфинале
| Меч | Клуб               | Држава          | укупан рез. | Држава       | Клуб                | 1. утак. | 2. утак. |
| --- | ------------------ | --------------- | ----------- | ------------ | ------------------- | -------- | -------- |
| 1   | Данфермлин Атлетик | Шкотска         | 1:0         | Енглеска     | Вест Бромвич албион | 0:0      | 1:0      |
| 2   | Торино             | Италија         | 1:3         | Чехословачка | Слован Братислава   | 0:1      | 1:2      |
| 3   | Келн               | Западна Немачка | 5:1         | Данска       | Рандерс             | 2:1      | 3:0      |
| 4   | Барселона          | Шпанија         | 5:4         | Норвешка     | Лин Осло            | 2:2      | 3:2      |

### Полуфинале
| Меч | Клуб               | Држава          | укупан рез. | Држава       | Клуб              | 1. утак. | 2. утак. |
| --- | ------------------ | --------------- | ----------- | ------------ | ----------------- | -------- | -------- |
| 1   | Данфермлин Атлетик | Шкотска         | 1:2         | Чехословачка | Слован Братислава | 1:1      | 0:1      |
| 2   | Келн               | Западна Немачка | 3:6         | Шпанија      | Барселона         | 2:2      | 1:4      |

### Финале
| Меч | Клуб              | Држава       | укупан рез. | Држава  | Клуб      |
| --- | ----------------- | ------------ | ----------- | ------- | --------- |
| 1   | Слован Братислава | Чехословачка | 3:2         | Шпанија | Барселона |

| Освајач Купа победника купова у фудбалу 1968/69. |
| ------------------------------------------------ |
| Слован Братислава 1. Титула                      |